# Kamarhati

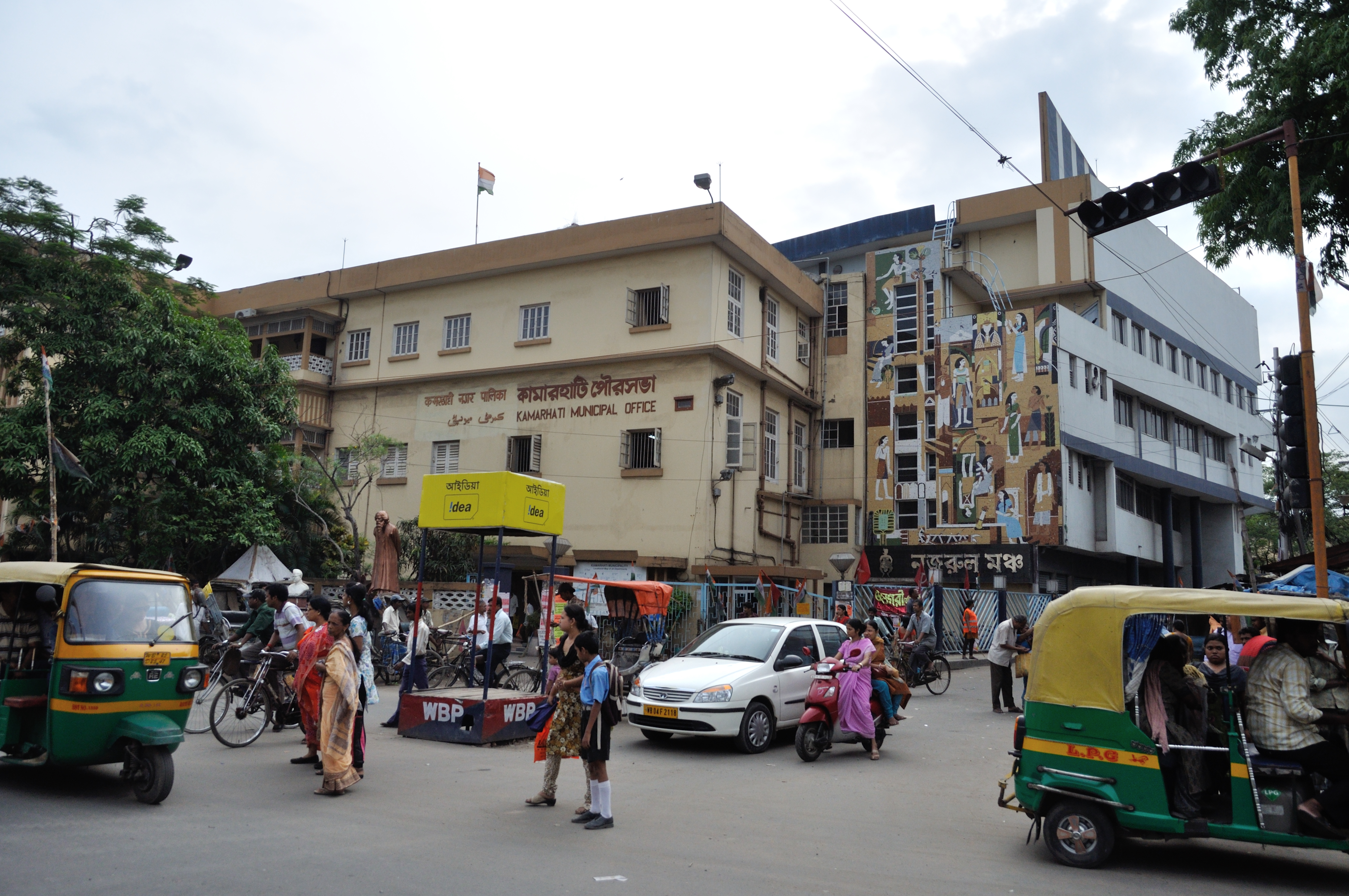

Kamarhati là một thành phố và khu đô thị của quận North Twentyfour Parganas thuộc bang Tây Bengal, Ấn Độ.

## Địa lý
Kamarhati có vị trí 22°40′B 88°22′Đ / 22,67°B 88,37°Đ Nó có độ cao trung bình là 15 mét (49 feet).

## Nhân khẩu
Theo điều tra dân số năm 2001 của Ấn Độ, Kamarhati có dân số 314.334 người. Phái nam chiếm 54% tổng số dân và phái nữ chiếm 46%. Kamarhati có tỷ lệ 77% biết đọc biết viết, cao hơn tỷ lệ trung bình toàn quốc là 59,5%: tỷ lệ cho phái nam là 81%, và tỷ lệ cho phái nữ là 72%. Tại Kamarhati, 9% dân số nhỏ hơn 6 tuổi.